# Dysphania marina
Dysphania marina är en fjärilsart som beskrevs av Otto Staudinger och Bang_hass. Dysphania marina ingår i släktet Dysphania och familjen mätare. Inga underarter finns listade i Catalogue of Life.